# Andriej Pawłowicz Smirnow
Andriej Pawłowicz Smirnow (zm. 1924) - oficer radzieckiego wywiadu.
W 1922 prowadził działalność wywiadowczą na terenie Finlandii. Uzyskał informację, iż jego młodszy brat został rozstrzelany za członkostwo w organizacji politycznej "sabotażystów gospodarczych", a drugi brat z matką uciekł do Brazylii. Smirnow ujawnił się władzom fińskim i przekazał posiadane informacje na temat radzieckiej siatki szpiegowskiej w Finlandii.
Po wykryciu zdrady Smirnowa radziecki sąd skazał go zaocznie na karę śmierci. Z kolei fiński sąd skazał go za dotychczasową działalność szpiegowską na dwa lata więzienia. Po zakończeniu kary pozbawienia wolności, w 1924 roku, Smirnow przeniósł się do Brazylii do swojej rodziny. W tym samym roku zmarł w tajemniczych okolicznościach - niewykluczone, iż został zlikwidowany przez radzieckie służby wywiadowcze.